# سد اتويد
سد اتويد، هو سد يقع في المملكة العربية السعودية وافتتح في عام 1982 ويقع في منطقة عسير. الغرض الرئيسي من السد هو السيطرة على جميع الفيضانات.